# Lisa Klein (écrivain)
Pour les articles homonymes, voir Lisa Klein et Klein.
Lisa Klein, née le 24 juin 1958, est une essayiste et romancière américaine.

## Biographie
Elle est connue pour ses œuvres inspirée de Shakespeare, dont Ophelia et Lady Macbeth's Daughter. Elle est professeure adjointe d'anglais à l'Ohio State University pendant huit ans, mais elle démissionne quand on lui refuse sa titularisation. Elle se tourne alors vers l'écriture, publiant des livres dont Two Girls of Gettysburg et Cate of the Lost Colony, basé sur l'histoire de la colonie de Roanoke. 
Elle vit à Columbus, dans l'Ohio, avec son mari et ses deux fils, Dave Klein et Adam Reed.